# NGC 6028
NGC 6028 (NGC 6046) é uma galáxia espiral (S0-a) localizada na direcção da constelação de Hercules. Possui uma declinação de +19° 21' 34" e uma ascensão recta de 16 horas, 01 minutos e 29,1 segundos.
A galáxia NGC 6028 foi descoberta em 14 de Março de 1784 por William Herschel.